# Xã Tesson Ferry, Quận St. Louis, Missouri
Xã Tesson Ferry (tiếng Anh: Tesson Ferry Township) là một xã thuộc quận St. Louis, tiểu bang Missouri, Hoa Kỳ. Năm 2010, dân số của xã này là 38.546 người.